# Drut
Der Drut (belarussisch Друць (Druz), Łacinka Druć, russisch Друть (Drut)), ein 295 km langer rechter Nebenfluss des oberen Dnepr in Belarus.

## Flusslauf
Der Drut entspringt im Westrussischen Landrücken, ca. 45 km westsüdwestlich von Orscha und mündet 100 km südsüdwestlich von Mahiljou (Mogiljow); im Unterlauf ist er schiffbar, von Ende März bis November eisfrei.